# Arteria subclavia

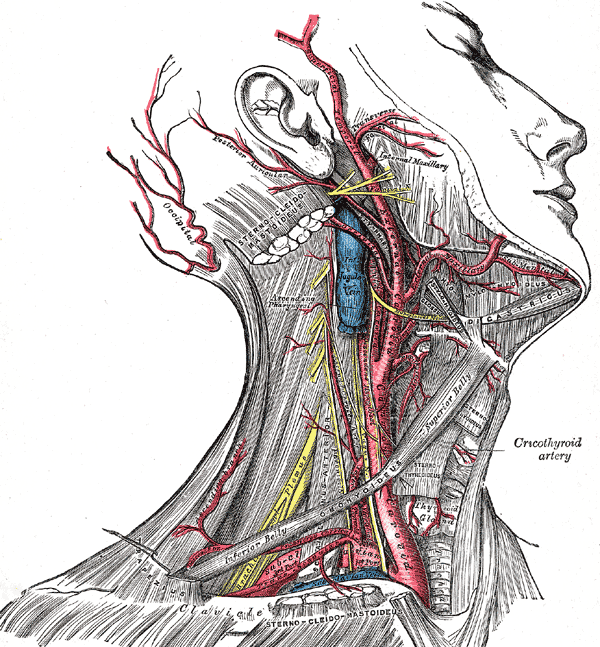
Arteria subclavia über der Clavicula

Die Arteria subclavia („Unterschlüsselbeinarterie“) liegt normalerweise unter dem Schlüsselbein (Clavicula) und liefert die gesamte Blutversorgung des Armes. Auch einige Arterien für den Kopf- und Halsbereich gehen von ihr ab.
Die Arteria subclavia entspringt bei Menschen, Hunden und Schweinen links aus dem Aortenbogen, rechts aus dem Truncus brachiocephalicus. Bei Pferden und Wiederkäuern entspringt die Arteria subclavia beidseitig aus dem Truncus brachiocephalicus. Die Arteria subclavia liegt – umgeben von den Nervensträngen des Plexus brachialis – zwischen dem Musculus scalenus anterior und dem Musculus scalenus medius („hintere Skalenuslücke“). Die Arterie wird außerdem von der gleichnamigen Vena subclavia begleitet, die etwas unterhalb, zwischen dem Musculus scalenus anterior und der Clavicula („vordere Skalenuslücke“) liegt. Sobald die Arteria subclavia auf ihrem Weg zur Seite tiefer tritt als der untere Rand des Schlüsselbeins, befindet sie sich in der Achselhöhle und heißt dann Arteria axillaris.
Auf ihrem Weg gibt die Arteria subclavia beim Menschen als erstes die Arteria thoracica interna nach kaudal und die Arteria vertebralis nach kranial ab; später den Truncus thyrocervicalis, der sich in mehrere Arterien des Halses aufteilt, und den Truncus costocervicalis.
Embryologisch entwickelt sich die Arteria subclavia aus dem vierten Schlundbogen, rechts eigenständig und links zusammen mit dem Arcus aortae.